# 95 stellingen
De 95 stellingen was een document waarmee Maarten Luther de wantoestanden in de katholieke Kerk aanklaagde (31 oktober 1517). Het leidde tot de Reformatie en wordt daarom gezien als de oorsprong van het protestantisme. De 95 stellingen stelden de handel in aflaten aan de kaak, een concept dat reeds lang bestond in de middeleeuwse kerk, maar waarvan in die tijd de dominicaanse priester Johann Tetzel op zeer brutale wijze gebruik maakte. Hij suggereerde dat men hiermee zonder meer alle zonden kon afkopen, zelfs de allerergste. Luther vond dat niet alleen theologisch onjuist, maar ook moreel verwerpelijk.

## Luthers bedoeling
Luther heeft zijn plaatselijke bisschop, Hiëronymus Schulz van Brandenburg, en de aartsbisschop Albrecht, de tijd gegeven om te reageren. Luther stuurde dus in het begin niet aan op een breuk met de kerk, maar op het uit de weg ruimen van misstanden en dwalingen die aanwezig waren in de kerk.
Belangrijke misstand of dwaling was de aflaathandel, waarmee mensen door een aflaat te kopen vergeving van zonden zouden ontvangen, en dat zelfs konden afkopen van reeds overleden mensen.
- Stelling 1: Daar onze Heere en Meester, Jezus Christus zegt: 'Doet boete', enz. Matth 4:17[1] eist Hij, dat het gehele leven van Zijn gelovigen op aarde, een gestadige en gedurige boete zij!

Vaak werd er verkeerd gedacht dat boete en berouw niet nodig waren als maar een aflaatbrief werd gekocht. In werkelijkheid ging de aflaat over tijdelijke straffen in het vagevuur, aldus de katholieke leer.
- Stelling 36: Iedere Christen, die waarlijk berouw en boete over zijn zonden gevoelt, heeft volle vergeving van pijn en schuld, welke hem ook zonder aflaatbrieven is toegezegd.

## Publicatie
De stellingen werden rond de jaarwisseling 1517/1518 gedrukt te Leipzig, Neurenberg en Bazel. In Duitsland en de hele wereld vonden de stellingen weerklank: ze waren de verwoording van reeds lang smeulende vragen en ontevredenheid bij de bevolking. Sommigen denken dat Luther deze plotse verspreiding van de stellingen betreurde, omdat ze voor de geleerden zouden zijn bestemd. Dit is echter in tegenstelling tot het opzoeken van het volk, zoals Luther deed door de Bijbel in het Duits te vertalen en overal waar hij kwam het volk toe te spreken.

## De 95 stellingen
1: Aangezien onze Heer en Meester Jezus Christus zegt “Bekeert u” enz. (Matteüs 4:17), heeft hij bedoeld dat het hele leven van de gelovigen er een van bekering moet zijn
2: Dit woord kan niet begrepen worden als boetedoening als sacrament - d.w.z. biecht en genoegdoening - toegediend door het priesterambt
3: Het verwijst niet alleen naar een innerlijke boetedoening, sterker nog, zo'n boetedoening zou er helemaal geen zijn als ze niet naar buiten toe verschillende werken van versterving van het vlees teweegbracht.
4: Daarom blijft de straf zolang de haat tegen zichzelf - dat is de ware boetedoening van het hart - blijft bestaan, dat wil zeggen tot de ingang in het koninkrijk van de hemel.
5-6: De paus kan alleen straffen kwijtschelden die hij zelf heeft opgelegd.
7: God vergeeft alleen de schuld van hen die zich onderwerpen aan de priester als zijn vertegenwoordiger.
8-9: De kerkelijke bepalingen over boete en strafvermindering gelden alleen voor levenden, niet voor overledenen.
10-13: Een straf mag niet worden uitgesproken voor de tijd na de dood.
14: Hoe minder geloof er in God is, hoe groter de angst voor de dood.
15-16: Alleen al deze angst kenmerkt het vagevuur als een plaats van loutering van hemel en hel.
17-19: Het is zeker dat de overledenen in het vagevuur hun relatie met God niet meer kunnen veranderen.
20-24: De aflaatpredikers vergissen zich als ze zeggen: “Elke straf zal worden kwijtgescholden.”
25: Dezelfde macht die de paus heeft met betrekking tot het vagevuur in het algemeen, heeft elke bisschop en elke pastoor in zijn werkgebied.
26-29: De paus verkrijgt vergeving in het vagevuur door voorbede, maar de aflaatpredikers vergissen zich als ze vergeving beloven in ruil voor geld. Dit verhoogt de inkomsten van de kerk, maar de voorbede hangt alleen af van Gods wil.
30-32: Niemand kan met zekerheid vergeving krijgen door aflaten.
33-34: De aflaat van de paus is geen geschenk van God waarin mensen met God verzoend worden, maar alleen een vergeving van de straffen die door de Kerk zijn opgelegd.
35-40: Niemand kan vergeving ontvangen zonder berouw te hebben; maar zij die werkelijk berouw hebben, hebben recht op volledige vergeving - zelfs zonder een betaalde aflaatbrief.
41-44: Het kopen van aflaatbrieven heeft niets te maken met liefdadigheid, en het geeft slechts gedeeltelijk vrijstelling van straf. Belangrijker zijn goede werken van liefdadigheid, zoals het helpen van armen of mensen in nood.
45-49: Iedereen die een behoeftig persoon niet helpt, maar in plaats daarvan aflaten koopt, zal de toorn van God over zich afroepen.
50-51: Als de paus de chantagemethoden van aflaatpredikers kende, zou hij de Sint-Pietersbasiliek in Rome niet hebben gebouwd.
52-55: Er kan geen verlossing verwacht worden op basis van een aflaatbrief. Het is verkeerd om in een preek meer over aflaten te praten dan over Gods Woord.
56-62: De schat van de Kerk, waaruit de paus de aflaat uitdeelt, is niet precies genoeg beschreven en wordt ook niet erkend door het volk van Christus. Maar genade voor de innerlijke mens werkt zonder de paus door Jezus Christus. De ware schat van de Kerk is het evangelie van de heerlijkheid en genade van God.
63-68: Aflaten zijn het net waarmee de rijkdom van de rijken nu gevangen is.
69-74: Bisschoppen en pastoors moeten de aflaatpredikers in de gaten houden, zodat ze niet hun eigen mening prediken in plaats van de pauselijke.
71-74: Laat iedereen die tegen de waarheid van de apostolische aflaat spreekt, afgewezen en vervloekt worden. De paus wil eerder de straal van verbanning werpen tegen hen die onder het mom van aflaten de heilige liefde en waarheid willen bedriegen.
75-76: Aflaten kunnen ernstige of kleine zonden niet vergeven.
77-78: De paus kan, net als de apostel Simon Petrus, vermogens van God ontvangen, zoals geschreven staat in 1 Kor 12:1-11 EU.
79-81: Het is godslastering om het aflaatkruis met het wapen van de paus in de kerken gelijk te stellen aan het kruis van Jezus Christus. Degenen die zulke onbeschaamde preken houden, kunnen de reputatie van de paus in gevaar brengen, bijvoorbeeld door puntige vragen te stellen aan leken:
82: Waarom ruimt de paus het vagevuur niet voor iedereen uit de weg?
83: Waarom gaan begrafenismissen voor overledenen door als het niet toegestaan is om voor de verlosten te bidden?
84: Waarom kan een goddeloze zonden vergeven voor geld?
85: Waarom worden de praktisch afgeschafte boetestatuten nog steeds met geld afgelost?
86: Waarom bouwt de rijke paus niet op zijn minst de Sint-Pietersbasiliek met zijn geld?
87: Wat vergeeft de paus aan hen die door volmaakt berouw recht hebben op totale kwijtschelding van zonden?
88: Waarom schenkt hij alle gelovigen slechts één keer per dag vergeving en niet honderd keer per dag?
89: Waarom annuleert de paus eerdere aflaatbrieven?
90-93: Als aflaten gepredikt zouden worden volgens de visie van de paus, zouden deze bezwaren oplossen. Daarom, weg met deze valse aflaatpredikers.
94-95: Christenen moeten aangemoedigd worden om Jezus Christus te volgen en zich niet te laten misleiden tot valse geestelijke gaven

## Tegenstand vanuit de rooms-katholieke kerk
Luther ondervond veel tegenstand bij het uiten van zijn gedachtegoed. Verschillende malen is hem verzocht zijn boeken en ongeveer de helft van zijn stellingen te herroepen. Eerst vroeg paus Leo X hem om daartoe naar Rome te komen, maar Luthers vrienden raadden hem dringend aan om niet te gaan. Ze wezen hem op Johannes Hus, die in goed vertrouwen naar Konstanz reisde, maar geëxecuteerd werd.
Ook in Duitsland wilde Luther niet herroepen. Op last van de paus wordt Luther op de Rijksdag te Worms in 1521 weer verzocht te herroepen. Hierop hield Luther eerst een rede in het Duits en vervolgens in het Latijn, omdat Karel V een hekel had aan het Duits en hem moeilijk kon volgen. Daarin gaf Luther aan dat hij mogelijk naar sommige personen te scherp was geweest en dat dan wilde terugnemen. Wat echter de waarheid betreft, die kon en mocht hij niet herroepen. In pausen en concilies geloofde hij niet, omdat het al zo dikwijls was gebleken dat die gedwaald hadden. Hij zou alleen herroepen, wanneer men hem uit de Bijbel kon overtuigen dat hij dwaalde.
Enkele dagen later, op 26 mei 1521, werd Luther vogelvrij verklaard, zodat iedereen hem ongestraft doden mocht. Alle boeken die Luther geschreven had, moesten verbrand worden. Dit is bekend geworden als het Edict van Worms. Frederik de Wijze, de keurvorst van Saksen, was Luther echter goedgezind en had hem al voor het edict in veiligheid gebracht op de Wartburg (kasteel), de residentie van de keurvorst. Daar woonde Luther onder pseudoniem tot maart 1522.
Later, na het Concilie van Trente, werden misbruiken rond aflaten in de Katholieke Kerk eindelijk aangepakt. Luther was toen al gestorven.

## Vastgespijkerd?

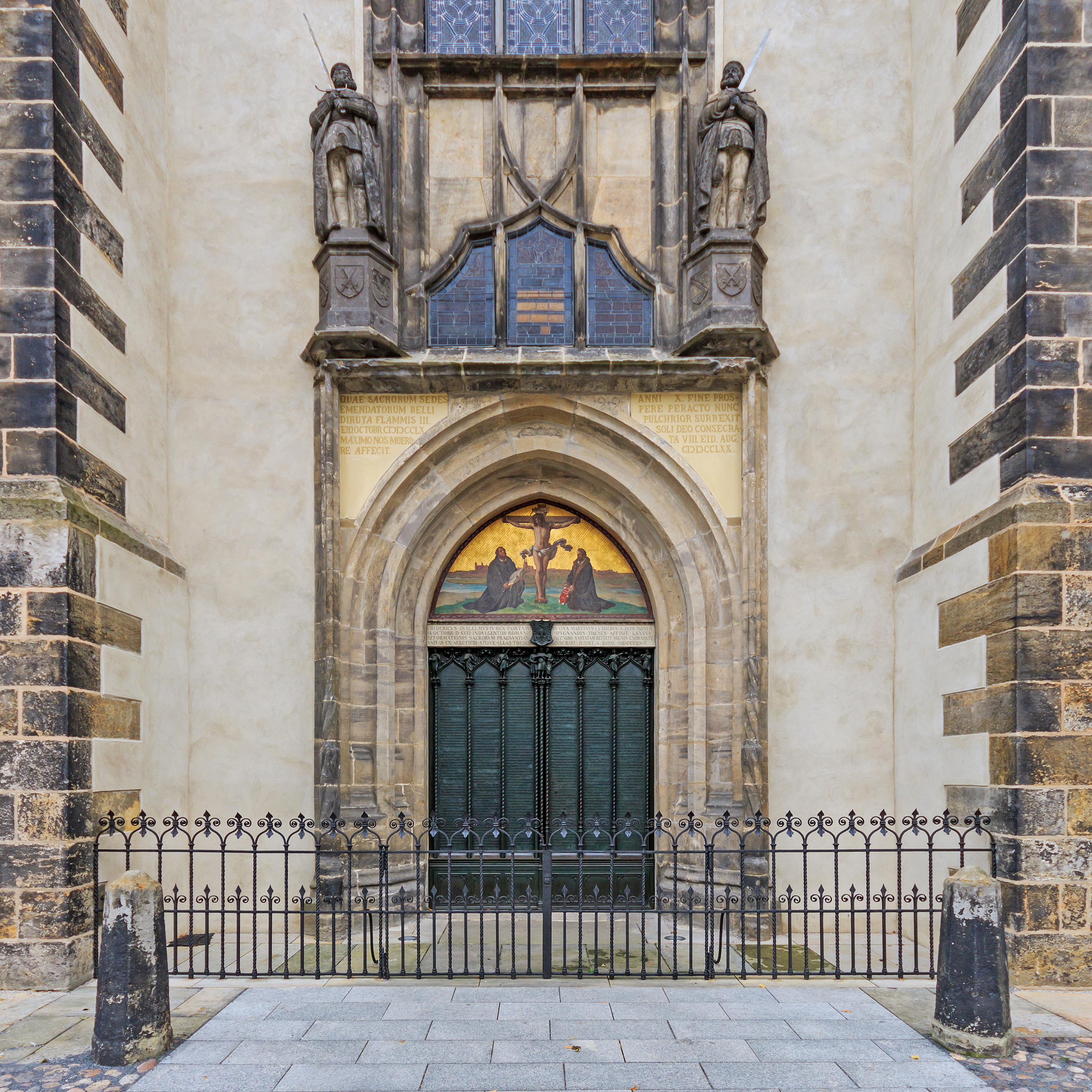
In de negentiende-eeuwse kerkdeur van de slotkerk van Wittenberg werd de tekst van de "95 stellingen" gegraveerd.

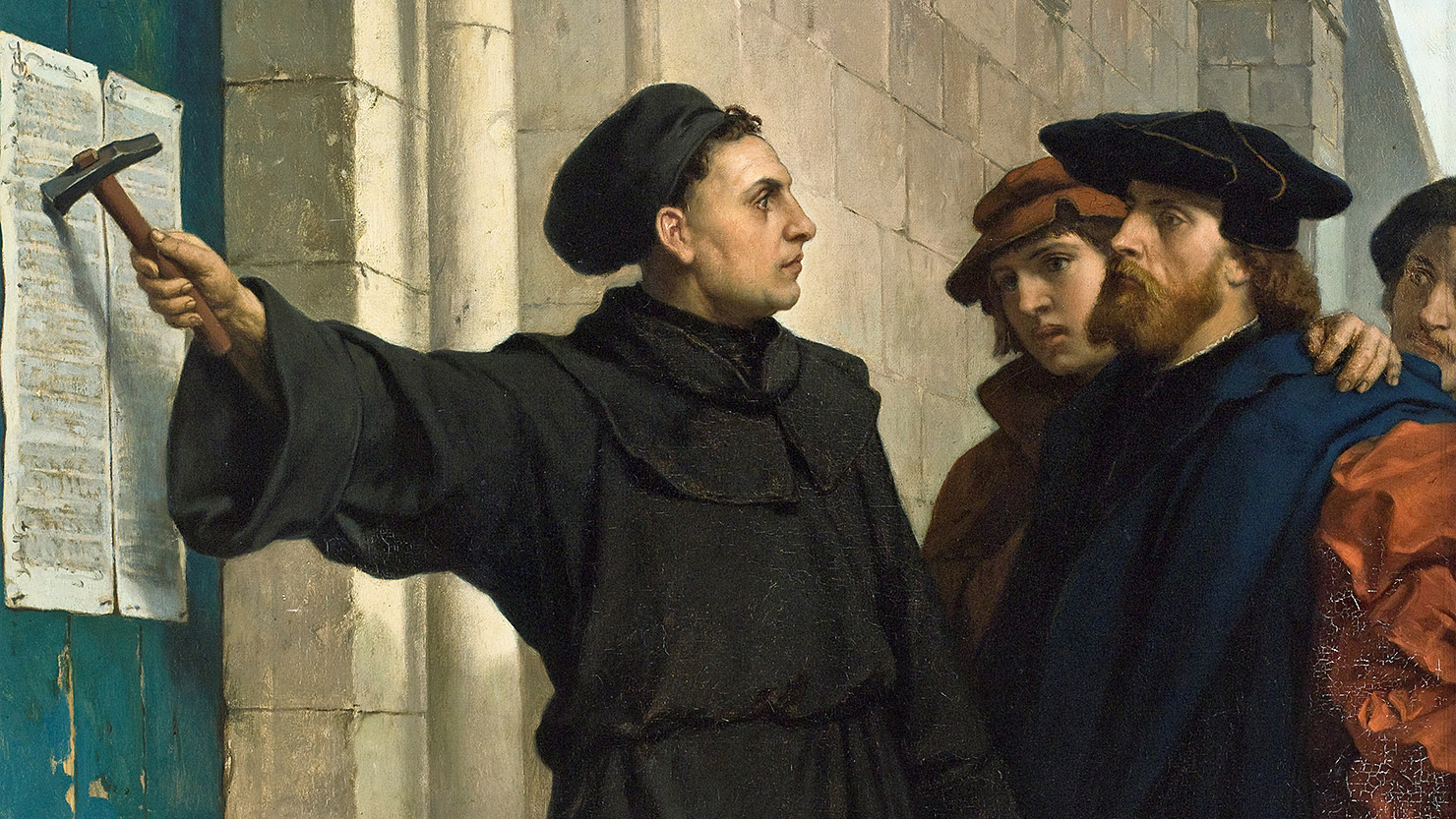
Uitbeelding van het verhaal dat Luther zijn "95 stellingen" op de deur van de slotkerk te Wittenberg gespijkerd zou hebben (Ferdinand Pauwels, 1872)

Het beeld van Luther die "de 95 stellingen" in het Latijn aan de deur van de slotkerk te Wittenberg vastspijkert dook veel op in de Lutherverering van de 19e eeuw. Of het daadwerkelijk plaatsvond, staat echter niet vast – de katholieke lutheronderzoeker Erwin Iserloh beweerde in 1961 dat het verhaal op een legende berust. In een boek onderbouwde hij later deze bewering.
Er bestaan twee bronnen uit die tijd die de gebeurtenis vermelden, maar er wordt getwijfeld aan hun betrouwbaarheid. Philipp Melanchthon beschreef de gebeurtenis in het voorwoord van Luthers verzamelde werken, maar hij werd pas in 1518 hoogleraar aan de Wittenbergse universiteit. Ook Luthers secretaris Georg Rörer schreef erover, maar deze in 2006 ontdekte bron levert evenmin voor iedereen sluitend bewijs.

### Veronderstelde argumenten tegen
De volgende argumenten komen volgens de katholieke Erwin Iserloh in aanmerking om aan te tonen dat het aanslaan van de stellingen (tegen de katholieke leer) aan de deur van de kerk een legende is:
- Luther noemt de gebeurtenis van het aanslaan van de stellingen zelf nergens in zijn omvangrijke memoires.[5]
- Luther dacht eerst dat de aflaatpredikers eigenmachtig optraden, zonder medeweten van bisschop of aartsbisschop, en tegen de wil van de paus in.
- Toen Luther echter de 'Instructio summaria' van de aartsbisschop in handen kreeg, wist hij dat de aflaatprediking in overeenstemming was met de officiële instructies.
- Daarom stuurde hij op 31 oktober 1517 een brief aan zijn plaatselijke bisschop, Hiëronymus Schulz van Brandenburg en aan de Maagdenburgse aartsbisschop Albrecht, waarin Luther de aartsbisschop verzoekt de 'Instructio summaria' te herroepen. De brief aan Albrecht van Brandenburg is bewaard gebleven.

De stellingen waren bij de brief ingesloten en Luther vraagt een dringende verheldering van de leer over de aflaten door de theologen.
- Op deze brief komt Luther later nog vaak terug, bijvoorbeeld in een brief aan paus Leo X in mei 1518 en in een brief aan zijn keurvorst Frederik de Wijze op 21 november 1518.
- In de brief aan Frederik de Wijze stelt Luther expliciet dat hij alleen bisschop Hiëronymus Schulz van Brandenburg en aartsbisschop Albrecht met voorgenoemde brief op de hoogte had gebracht van de misbruiken van de aflaathandel, en dat zelfs zijn vrienden niet op de hoogte waren.
- Pas toen hij geen antwoord kreeg van bisschop Hiëronymus Schulz van Brandenburg en aartsbisschop Albrecht, maakte Luther de stellingen bekend aan geleerde mannen binnen en buiten Wittenberg.
- Het aanslaan van de stellingen aan de deur, zonder een antwoord op zijn brief aan bisschop Hiëronymus Schulz van Brandenburg en aartsbisschop Albrecht af te wachten, zou als een provocatie beschouwd worden. Luther wilde juist provocatie en geweld voorkomen en vertrouwde op de goede bedoelingen van de paus.
- Er heeft nooit een openbare discussie over de stellingen plaatsgevonden, wat de bedoeling geweest zou zijn van het aanslaan van de stellingen aan de kerkdeur.
- De 95 stellingen waren in het Latijn opgesteld, en konden dus niet door de gewone mensen gelezen worden, waarvan overigens de overgrote meerderheid nog steeds ongeletterd was. Met andere woorden, ze waren louter bestemd voor theologen en geestelijken.
- Er is geen oorspronkelijke uitgave van de stellingen gevonden, ze werden gepubliceerd op verschillende plaatsen, zonder toedoen van Luther.
- In een van zijn tafelgesprekken vertelt Luther dat hij na Allerheiligen ontsteltenis heeft gewekt bij zijn collega Hiëronymus Schurff, toen hij zei dat hij tegen de aflaten wilde schrijven. Dus kon Luther deze niet reeds op Allerheiligen aangeplakt hebben.
- Pas op 11 november 1517 stuurt Luther de stellingen aan zijn vriend, prior Johannes Lang te Erfurt, met de vraag of hij en zijn medebroeders er hun mening over willen geven.